# Portada/efemèride gener 9
Gertrude Vanderbilt Whitney
« 8 de gener · 9 de gener · 10 de gener »